# San Giovanni Suergiu
San Giovanni Suergiu o, en lengua sarda y cooficlalmente, Santu Giuanni Suèrgiu, es un municipio de Italia de 6.054 habitantes en la provincia de Cerdeña del Sur, región de Cerdeña. Entre los lugares de interés destaca la necrópolis de Loccis Santus.

## Evolución demográfica
| Gráfica de evolución demográfica de San Giovanni Suergiu entre 1861 y 2001 |
|                                                                            |
| Fuente ISTAT - Elaboración gráfica de Wikipedia                            |